# Кортленд (Небраска)
Кортленд (англ. Cortland) — селище (англ. village) в США, в окрузі Ґейдж штату Небраска. Населення — 504 особи (2020).

## Географія
Кортленд розташований за координатами 40°30′21″ пн. ш. 96°42′22″ зх. д. / 40.50583° пн. ш. 96.70611° зх. д. (40.505935, -96.706111).  За даними Бюро перепису населення США в 2010 році селище мало площу 0,68 км², уся площа — суходіл.

## Демографія
Згідно з переписом 2010 року, у селищі мешкали 482 особи в 204 домогосподарствах у складі 138 родин. Густота населення становила 708 осіб/км².  Було 219 помешкань (322/км²).
Расовий склад населення:
| - 98,8 % — білих - 0,6 % — корінних американців - 0,2 % — азіатів |

До двох чи більше рас належало 0,4 %. Частка іспаномовних становила 0,2 % від усіх жителів.
За віковим діапазоном населення розподілялося таким чином: 24,1 % — особи молодші 18 років, 57,9 % — особи у віці 18—64 років, 18,0 % — особи у віці 65 років та старші. Медіана віку мешканця становила 40,4 року. На 100 осіб жіночої статі у селищі припадало 103,4 чоловіків;  на 100 жінок у віці від 18 років та старших — 101,1 чоловіків також старших 18 років.
Середній дохід на одне домашнє господарство  становив 78 029 доларів США (медіана — 55 625), а середній дохід на одну сім'ю — 89 508 доларів (медіана — 64 063). За межею бідності перебувало 10,2 % осіб, у тому числі 19,7 % дітей у віці до 18 років та 5,3 % осіб у віці 65 років та старших.
Цивільне працевлаштоване населення становило 270 осіб. Основні галузі зайнятості: освіта, охорона здоров'я та соціальна допомога — 28,1 %, публічна адміністрація — 15,2 %, транспорт — 11,5 %, виробництво — 11,5 %.